# 同化 (音声学)
同化（どうか、assimilation）とは、連声形（日本語の連声とは異なる）の一種である。

## 概略
引用形の音素/A/が連声形では別の音素[A’]に変わること。同化現象を音韻論の定式で表わせば、
- /A/→[A’] / X ＿＿ Y（X, Yはφを含む）[1]

となる。

## 逆行同化

### 英語[1][2]
英語の同化現象のほとんどは「逆行同化（Regressive Assimilation）」と呼ばれるもので、これは音素/A/が後続する音であるYに影響されて、別の音素[A’]になる現象を指す。
1．調音位置の同化
　歯茎破裂音/t, d/と歯茎鼻音/n/は、後ろに破裂音か鼻音が来ると、後ろの音の調音位置に逆行同化する。
　（例）a bad person /ə bæ̀d pə:rsn/→[ə bæ̀b pə:rsn]
　  　　 hot coffee /hɑ:t kɔ:fi/→[hɑ:k kɔ:fi]
　また、歯茎摩擦音/s, z/も、無声硬口蓋歯茎摩擦音/ʃ/が後ろに来ると、逆行同化により、調音位置が硬口蓋歯茎になる。
　（例）this shop /ðɪs ʃɑ:p/→[ðɪʃ ʃɑ:p]
　さらに、複数規則変化、3単現の-(e)s、過去規則変化の語尾-(e)dも、逆行同化の典型的な例といえる。

### 日本語
日本語の動詞語幹末子音/w/に相・時制の接辞/+ta/が後続した場合、逆行同化により[t]として具現化される。
（例）買った/kaw+ta/　→　[katta]

## 順行同化
音素/A/が先行する音であるXに影響されて、別の音素[A’]になる現象を「順行同化（lag assimilation）」または「進行同化（Progressive Assimilation）」という。

### 英語[1][2]
1．調音位置の同化
　語中の/ən/の前に両唇破裂音/p, b/又は軟口蓋破裂音/k, g/があると、順行同化によって、同器官的な音節主音的鼻音になる。
　（例）happen /hæ̀pən/→[hǽpm]
      　  taken /teɪkən/→[teɪkŋ]
2．調音方法の同化
　有声歯摩擦音/ð/の前に、歯茎摩擦音/s, z/, 歯茎鼻音/n/, 又は側面接近音/l/があると、順行同化によって、その先行音と同一の子音に変化する。
　（例）was the /wəz ðə/→[wəz zə]
　　　　on the /ɑ:n ðə/→[ɑ:n nə]
　   　　although /ɔ:lðoʊ/→[ɔ:lloʊ]
　なお、有声歯摩擦音/ð/の調音方法の同化は、/ð/で始まる語（又は音節）がアクセントを持たない時によく見られる。

### 日本語
日本語の相・時制の接辞/+ta/。語幹が有声音で終わる場合、順行同化によって[da]として実現される。
（例）読んだ /jom+ta/　→　[jonda]

### 朝鮮語
朝鮮語の鼻音/n/。流音に連続する場合、順行同化または逆行同化によって、流音として具現化される。ただし朝鮮語では、音節中の位置で[r]と[l]が相補分布をなすため、具現形は[l]である。
（例）구일날 /ku+ir+nar/　→　[ku:illal]「九日のひ」

## 相互同化
上記で解説した逆行同化や順行同化は、先行する音素か後続する音素の何れか、つまり1つの音素によってもう1つの音素が変わるというモノである。これ以外にも、前後にある2つの音素が互いに影響し合い、結合することで別の音素になる「相互同化（Reciprocal Assimilation）」も存在する。

### 英語
相互同化の例として有名なものはヨッド結合（Yod-Coalescence）である。Could you ~？ /kəd ju/やDid you ~？ /dɪd ju/の/d/と/j/が/dʒ/という別の音素になるというものである。
（例）Could you ~？ /kəd ju/→[kədʒu]（「クッヂュー」）
　　　what you say /wʌt ju seɪ/→[wʌtʃu seɪ]（「ワッチューセイ」）

## 同種の音素に挟まれることによる同化
上記で解説したものとは違い、音韻論の定式で表すと以下のようになる。
/A/→[A’] / Y ＿＿ Y（Yはφを含む）

### 日本語
日本語の母音間における有声破裂音の弱化である。
（例）蕎麦/soba/　→　[soβa]

### 朝鮮語
朝鮮語の破裂音/p, t, k/に鼻音/n, m, ŋ/が後続した場合、逆行同化により[m, n, ŋ]として実現される。
（例）입맛/ip+mat/　→　[immat][食指]
　 옛날/jet+nar/　→　[jennal][昔]
악몽/ak+moŋ/　→　[aŋmoŋ][惡夢]

## 母音交替では隣接していない音素に生じる同化

### 英語
- 英語の'foot'の複数形'feet'は、歴史的には、複数を表す接尾辞/+i/が語基/fot-/に添加され/foti/となり、[fe:ti]として母音が逆行同化（ウムラウト）を受けた後に[i]が脱落し、その後大母音推移によって[fi:t]となった。

### 朝鮮語
- 中期朝鮮語までは体系的な母音調和が存在したが、現代の朝鮮語にも述語活用の一部に残る。

/s[-子音,+低舌,+ATR]l+[-子音,αATR]ss+ta/　→　[saratt*a]「住んだ、生きた」